# Fehaid Al-Deehani
Fehaid Al-Deehani (ara. فهيد الديحاني) (Kuwait City, Kuvajt, 11. listopada 1966.) je kuvajtski streljaš koji nastupa u disciplinama trap i dvostruki trap. Osvojio je dvije bronce na Olimpijskim igrama u Ateni 2004. i Londonu 2012. To su ujedno i jedine kuvajtske olimpijske medalje. Samom Al-Deehaniju je ujedno pripala čast nošenja kuvajtske zastave tijekom ceremonija otvaranja na OI u Ateni i Londonu.
U Londonu je Kuvajćanin u raspucavanju za broncu pobijedio dvostrukog olimpijskog pobjednika, australskog streljaša Michaela Diamonda. Australac je u kvalifikacijama bio najbolji bez ijednog promašaja, no u finalu je ostao bez odličja.